# レ・フィルム・デュ・キャロッス
レ・フィルム・デュ・キャロッス（仏語：Les Films du Carrosse、豪華四輪馬車の映画社の意）は、フランスの映画製作会社。映画監督フランソワ・トリュフォーによって設立され、トリュフォー監督作の大半およびジャン＝リュック・ゴダール監督作のうち数本を製作した。

## 来歴・概要
1957年、フランスの大手配給会社コシノールの社長令嬢と結婚したトリュフォーは、妻の父の援助を得て同社を設立、社名はジャン・ルノワール監督の映画『黄金の馬車』（Le Carrosse d'or  1953年）へのオマージュをこめて命名された。設立第一作はトリュフォーの短編映画第2作『あこがれ』。
1958年、同社は、第2作として18歳のベルギー人監督ハリー・クメル（Harry Kümel、1940年 - ）、脚本ジャン・コクトーによる短編映画『Anna la bonne』を製作、同1958年同社にとってもトリュフォーにとっても長編第一作となる『大人は判ってくれない』をSEDIF（コシノールの子会社）とともに共同製作、翌1959年5月4日フランスで公開、大ヒットを記録する。

## フィルモグラフィー

### トリュフォー以外
| タイトル                               | 原題                             | 監督                                           | 製作年 | 備考                                                                                 |
| -------------------------------------- | -------------------------------- | ---------------------------------------------- | ------ | ------------------------------------------------------------------------------------ |
| 邦題なし/                              | Anna la bonne                    | ハリー・クメル                                 | 1958年 |                                                                                      |
| パリはわれらのもの                     | Paris nous appartient            | ジャック・リヴェット                           | 1960年 |                                                                                      |
| のらくら兵62                           | Tire-au-flanc 62                 | クロード・ド・ジヴレー トリュフォー (共同監督) | 1960年 |                                                                                      |
| （黄金虫）                             | Le Scarabée d'or                 | ロベール・ラシュネー                           | 1961年 |                                                                                      |
| マタ・ハリ                             | Mata-Hari                        | ジャン＝ルイ・リシャール                       | 1964年 |                                                                                      |
| 彼女について私が知っている二、三の事柄 | 2 ou 3 choses que je sais d'elle | ジャン＝リュック・ゴダール                     | 1967年 | アルゴス・フィルム、アヌーシュカ・フィルムと共同製作                                 |
| 裸の幼年時代                           | L'Enfance nue                    | モーリス・ピアラ                               | 1968年 | レ・フィルム・ド・ラ・プレイヤード、レ・フィルム・デュ・ローザンジュら数社と共同製作 |
| モード家の一夜                         | Ma nuit chez Maud                | エリック・ロメール                             | 1969年 |                                                                                      |
| ムーレ神父の罪                         | La Faute de l'abbé Mouret        | ジョルジュ・フランジュ                         | 1970年 |                                                                                      |
| 邦題なし/                              | Les Lolos de Lola                | ベルナール・デュボワ                           | 1976年 |                                                                                      |
| 美しき結婚                             | Le Beau mariage                  | エリック・ロメール                             | 1982年 |                                                                                      |
| ひかり                                 | Yeelen                           | スレイマン・シセ                               | 1987年 | レ・フィルム・シセほか数社と共同製作。 トリュフォー死後第一作。                      |
| 小さな泥棒                             | La Petite voleuse                | クロード・ミレール                             | 1988年 |                                                                                      |